# سجن القبة
سجن القبة هو سجن يقع في الشمال اللبناني وهو أكبر السجون اللبنانية في الشمال يسع السجن ما يقرب من 600 من سجين يعتبر السجن مكتظ جداً.في الأحد 25 يناير 2009 في حوالي الساعة 05:30 م اندلعت حركة تمرد في السجن واستطع السجناء السيطرة على الطابق الثاني من السجن و أشعلوا النار في 20 سرير وكنت المطالب السجناء هي خفض العقوبات و سرعة المحكمات.